# نهر غابين السفلى (أبشار)
نهر غابين السفلى (بالفارسية: نهرگبین سفلی) هي منطقة سكنية تقع في إيران في أبشار. يقدر عدد سكانها بـ 136 نسمة بحسب إحصاء 2016.